# Jaegeria
Jaegeria es un género de plantas con flores, perteneciente a la familia  Asteraceae. Comprende 22 especies descritas y de estas, solo 10 aceptadas. Se encuentra desde México a Sudamérica.

## Descripción
Son hierbas anuales, malezas, difusamente ramificadas, que alcanza un tamaño de hasta 0.3 m de alto; tallos hirsuto-híspidos, café-rojizos. Las hojas son opuestas, ovadas a lanceoladas, hasta 2.5 cm de largo y l cm de ancho, base redondeada, con tricomas largos en ambas superficies, 3-nervias; sésiles. Capitulescencias solitarias con pedúnculos estrigosos desde las axilas superiores; capítulos radiados; filarias en 1 serie, 2.5–3 mm de largo, híspido-vellosas, abrazando a los aquenios del radio y cayendo a medida que maduran los aquenios; flósculos del radio de 8, fértiles, las lígulas inconspicuas 1.5–2 mm de largo, amarillas; receptáculos cónicos; páleas escariosas, 1.5–2 mm de largo, ciliadas, agudas o acuminadas, las internas persistentes en el receptáculo; flósculos del disco 30, perfectos, fértiles, las corolas densamente pilosas en la base, amarillas. Aquenios cilíndricos, l mm de largo, negros; vilano reducido a un anillo microscópico, blanco.

## Taxonomía
El género fue descrito por Carl Sigismund Kunth y publicado en Nova Genera et Species Plantarum (folio ed.) 4: 218. 1820[1818]. La especie tipo es: Jaegeria mnioides Kunth. = 	Jaegeria hirta (Lag.) Less.		

## Especies aceptadas
A continuación se brinda un listado de las especies del género Jaegeria aceptadas hasta julio de 2012, ordenadas alfabéticamente. Para cada una se indica el nombre binomial seguido del autor, abreviado según las convenciones y usos.
- Jaegeria axillaris S.F.Blake
- Jaegeria bellidiflora (Moc. & Sessé ex DC.) A.M.Torres & Beaman
- Jaegeria glabra (S.Watson) B.L.Rob.
- Jaegeria gracilis Hook.f.
- Jaegeria hirta (Lag.) Less.
- Jaegeria macrocephala Less.
- Jaegeria pedunculata Hook. & Arn.
- Jaegeria purpurascens B.L.Rob.
- Jaegeria standleyi (Steyerm.) B.L.Turner
- Jaegeria sterilis McVaugh